# Selle (Selke)
Die Selle, im Oberlauf Liethe, ist ein das Stadtgebiet von Falkenstein/Harz durchfließender rechter Nebenfluss der Selke.
Die Quellen liegen im Bereich eines der nordöstlichen Ausläufer des Harzes.

## Natur
Teile des Baches durchfließen das NSG Friedrichshohenberg. An den Hängen des Friedrichshohenberges wachsen naturnahe Laubwaldgesellschaften – überwiegend Eichen-Hainbuchen-Wälder. Das vom Bach durchflossene Liethetal ist dabei von Erlen-Bruchwald geprägt, in dem es noch Vorkommen von Türkenbundlilie, Herbstzeitlose und Geflecktem Knabenkraut gibt.

## Verlauf

### Liethe
Der kleine Bach entspringt als Liethe nördlich von Kleine Battenbreite, nahe der K1366 – etwa mittig zwischen Degenershausen und Neuplatendorf, auf der Gemarkung von Wieserode. Die Quelle liegt auf 297 m Höhe, wobei der ca. 1,5 km lange linke Zufluss aus der Schlüsselwiese auf 301 m Höhe entspringt. Stark mäandrierend fließt der Bach unterhalb des Hüttenberges, vereinigt sich mit dem Zufluss aus der Schlüsselwiese und windet sich zwischen Schloßberg und Fuchsholz entlang durch das NSG Friedrichshohenberg. Kurz vor dem Verlassen des NSG bildet der kleine Bach die Gemarkungsgrenze von Wieserode und Ermsleben.
Nach Verlassen des NSG fließt ein wohl unbenannter Bach aus Neuplatendorf rechtsseitig zu. Der zufließende Bach entspringt auf 270 m Höhe, unterhalb des 289,2 m hohen Osterbergs und verläuft ab dem Oberlauf etwa auf der Gemarkungsgrenze zwischen Neuplatendorf und Wieserode. Weiterhin grob der Gemarkungsgrenze folgend fließt die Liethe bis Burggrund, unterhalb der Konradsburg. Hier fließt ein am Gänsekamp entspringender, rund 510 m langer, Zufluss rechtsseitig in die Liethe, die nun endgültig in die Gemarkung Ermsleben wechselt. Der bisher eher in nördliche Richtung fließende Bach wendet sich nach Osten und durchfließt den Burgteich Konradsburg.

### Selle

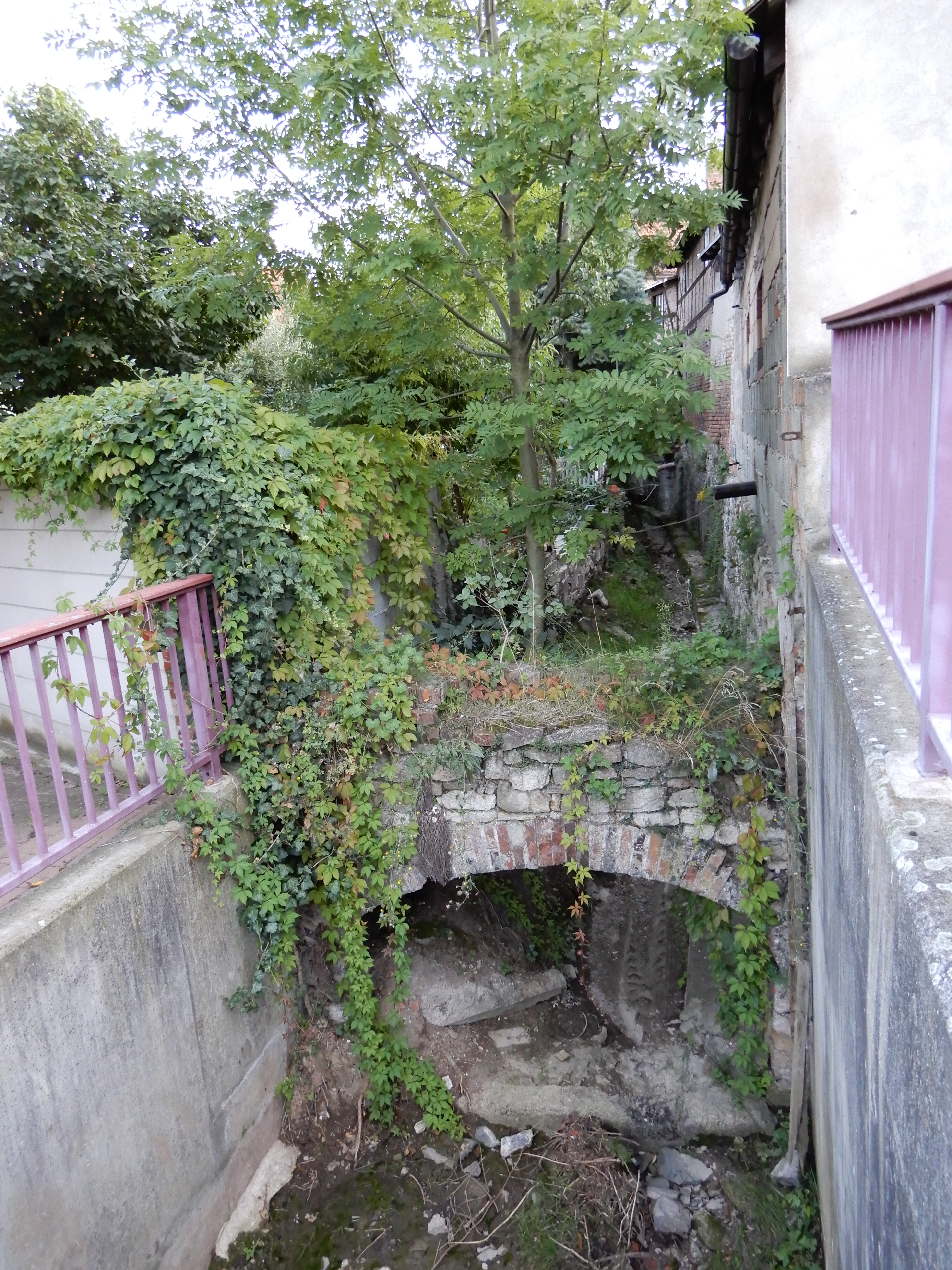
Trockengefallene Selle in Ermsleben (2017)

Der Bach verlässt den Klosterteich und wechselt dabei den Namen auf Selle. Die Selle windet sich südlich an der Konradsburg vorbei und verläuft dann zwischen Klosterbreite (linksseitig) und Die obere Hagenbreite (rechtsseitig) hindurch, erneut nordwärts fließend. Nur noch wenig mäandrierend erreicht die Selle nahe der Konradsburger Straße das Stadtgebiet von Ermsleben, fließt am Sportplatz vorbei, unterquert die L230 und knickt nach Osten. Der bereits zuvor nach Westen geknickte Meerbach und die Selle laufen nun direkt aufeinander zu. Etwa an der Bergstraße knicken die beide Bäche etwa in Richtung Nordnordwest ab und nähern sich bis auf gut 120 Meter an.
Die Selle unterquert in Ermsleben die Bundesstraße 185 und mündet nahe der Distelgasse auf 151 m Höhe in die Selke.